# Xiphocentron serestus
Xiphocentron serestus là một loài Trichoptera trong họ Xiphocentronidae. Chúng phân bố ở vùng Tân nhiệt đới.